# یواس‌اس سومرز (دی‌دی-۹۴۷)
یواس‌اس سومرز (دی‌دی-۹۴۷) (به انگلیسی: USS Somers (DD-947)) یک کشتی بود. این کشتی در سال ۱۹۵۸ ساخته شد.